# تلیا
تلیا (به لاتین: Tlia) یک منطقهٔ مسکونی در گرجستان است که در ناحیه دزاو واقع شده‌است.